# Jaroslav Tuček
Jaroslav Tuček (24 d'agost de 1882 – ?) va ser un tirador austrohongarès de naixement que va competir a principis del segle xx, primer representant Bohèmia i posteriorment Txecoslovàquia en els dos Jocs Olímpics que disputà.
El 1908 va prendre part en els Jocs Olímpics de Londres, on disputà tres de les quatre proves del programa d'esgrima. Guanyà la medalla de bronze en les competició de sabre per equips, formant equip amb Vlastimil Lada-Sázavský, Bedřich Schejbal, Vilém Goppold von Lobsdorf i Otakar Lada. En les proves d'espasa individual i sabre individual quedà eliminat en sèries.
Dotze anys més tard, als Jocs d'Anvers, i com a representant de Txecoslovàquia disputà la prova de sabre individual, on no passà de la primera ronda.